# Observatório Caltech Submillimeter
O Observatório Caltech Submillimeter (em inglês:  Caltech Submillimeter Observatory, CSO) é um observatório astronómico localizado em Mauna Kea, no Havaí, Estados Unidos. Ele é operado pelo Instituto de Tecnologia da Califórnia (Caltech), EUA. O observatório possui um telescópio de ondas com 10,4 metros de diâmetro, ao lado do Telescópio James Clerk Maxwell, operado pelo Reino Unido e pelo Canadá.
Em 30 de abril de 2009, a Caltech anunciou planos para futuramente encerrar as operações no observatório, transferindo os trabalhos em curso para a próxima geração do Cerro Chajnantor Atacama Telescope (CCAT), no Chile. Planeja-se que o CSO seja desmontado no início de 2016, fazendo com que o seu local volte ao seu estado natural em 2018.